# Gargara maculata
Gargara maculata är en insektsart som beskrevs av William D. Funkhouser 1936. Gargara maculata ingår i släktet Gargara och familjen hornstritar. Inga underarter finns listade i Catalogue of Life.